# Bishop Rock
Bishop Rock er en lille klippe, som er beliggende ca. seks kilometer udfor den vestlige del af de engelske Scilly-øer.
Klippen er kendt for sit 45 meter høje fyrtårn samt for at være start- og/ eller slutpunkt for konkurrencen om det Blå bånd for den hurtigste overfart for skibe over Nordatlanten.
Klippen blev, ifølge "Guinness Book of World Records", anset for at være den mindste ø i verden, (46 x 16 meter), hvor en bygning er opført. Dog er denne rekord ikke længere officiel da klippen er ubeboet og øen "Just enough space for" har overtaget titlen.

## Ekstern henvisning
- Trinity House – Bishop Rock (engelsk) Arkiveret 2. marts 2008 hos  Wayback Machine

49°52′22″N 6°26′45″V / 49.872896°N 6.445708°V